# Galileo Ochoa
Oscar Galileo “Galo” Ochoa Soto (Los Ángeles, California, EUA; 21 de diciembre de 1967) es un músico estadounidense-mexicano. Famoso por haber sido guitarrista del grupo mexicano de rock Cuca y actual guitarrista del grupo Nata. Considerado de los mejores guitarristas de México.[cita requerida]

## Carrera
Originario de la ciudad de Los Ángeles, de donde se enamoró de la música Heavy metal. Ochoa crece escuchando a bandas como Judas Priest y Iron Maiden. En 1982 se muda a México, con 14 años de edad, junto con su familia. Desde joven tenía la firme idea de ser jugador de béisbol, y soñaba con poder jugar para los Dodgers. Después de que su familia se mudara a México decidió dejar de lado ese sueño al no encontrar buenas ligas de béisbol en México. Por ende decide concentrarse en su segundo gran amor: la música rock y Heavy metal.
Comenzó tocando la guitarra en bandas como Soldier y Cuarenta Grados, con quienes grabó en estudio por primera vez. Audicionó para la banda Rostros Ocultos, pero no logró quedarse con el puesto de guitarrista. En 1989 junton con Carlos Avilez y José Fors forma la agrupación Cuca. En la agrupación Galo Ochoa ha compuesto en conjunto con José Fors temas que se convirtieron en éxitos de la banda.
En 1999, cuando hubo una pausa en Cuca, Galo Ochoa decide comenzar un proyecto solista. Pero más tarde se le une Carlos Avilez, quien le aporta en la composición de letras y como bajista, y para el proyecto también invita a Nacho González de Cuca. De este modo el que iba a ser un proyecto solista, se termina convirtiendo en un nuevo proyecto de banda al que llaman Nata. En 2014, Galo decide dejar Nata y Cuca, y darse un tiempo apartado de la vida de músico.
Galo fundó el estudio de grabación llamado Boogie Studio. En 2020 regresa a Nata.

## Discografía

### Con Cuca
- 1992: La Invasión de los Blátidos
- 1993: Tu Cuca Madre Ataca de Nuevo
- 1995: La Racha
- 1997: El Cuarto de Cuca
- 2004: Viva Cuca
- 2006: Con Pelotas

### Con Nata
- 2002: Nata
- 2007: Krudo
- 2013: Choke